# Alone in the Dark (jeu vidéo, 2024)
Pour les articles homonymes, voir Alone in the Dark.
Alone in the Dark est un jeu survival horror développé par Pieces Interactive et publié par THQ Nordic. Le jeu est sorti sur Microsoft Windows, PlayStation 5 et Xbox Series le 20 mars 2024. Il s'agit de la septième entrée principale de la franchise Alone in the Dark après Alone in the Dark: Illumination.

## Histoire
Le jeu suit Emily Hartwood (Jodie Comer) et le détective privé Edward Carnby (David Harbour) alors qu'ils se rendent à Derceto Manor, un foyer pour personnes mentalement fatiguées, pour enquêter sur la disparition de Jeremy Hartwood, l'oncle d'Emily,.

## Système de jeu
Alone in the Dark se joue en perspective à la troisième personne "par-dessus l'épaule", similaire aux remakes récents de la franchise Resident Evil, les phases de combat sont disponibles avec une arme à feu ou une arme de mêlée, comme le montre la première bande-annonce.

## Développement
Trois ans après la mauvaise réception de Alone in the Dark: Illumination, Atari SA, alors propriétaire, a vendu la franchise Alone in the Dark à THQ Nordic en septembre 2018. Pieces Interactive, qui était surtout connu pour avoir créé Magicka 2, a commencé le développement du jeu en 2019. L'équipe s'est inspirée du succès de Resident Evil 2 en 2019 et de Resident Evil 3 en 2020. Le jeu a été écrit par Mikael Hedberg, qui avait auparavant travaillé chez Frictional Games sur Soma et Amnesia: The Dark Descent. Il comportera une intrigue originale qui incorpore des personnages des trois premiers jeux Alone in the Dark. L'artiste Guy Davis a été recruté pour concevoir les monstres présentés dans le jeu. Le créateur de la série, Frédérick Raynal, a donné sa bénédiction à la réinvention du jeu en disant que Pieces Interactive a fait un excellent travail en préservant le "sentiment central" du jeu original.
En août 2022, il a été révélé au Showcase de THQ Nordic. Une démo gratuite du jeu, intitulée "Prologue", est sortie pour toutes les plateformes en mai 2023. Le jeu devait sortir sur Microsoft Windows, PlayStation 5 et Xbox Series le 16 janvier 2024. Il est toutefois à nouveau reporté au 20 mars 2024.

## Accueil
Alone in the Dark reçoit un accueil mitigé de la presse, avec des notes allant de 64 à 67/100 selon les plateformes sur Metacritic.